# Демократична фракція (Всесвітній конгрес сіоністів)
Демократична фракція - опозиційна до Теодора Герцля група у Всесвітній Сіоністській Організації. Виникла у середовищі молодих сіоністів - вихідців з царської Росії. Напередодні V Сіоністського конгресу до цієї групи долучились деякі сіоністи заходу. Лідерами Демократичної фракції були: Лео Моцкін, Хаїм Вейцман, Яків Бернштейн-Коган, Мартін Бубер. Демократична фракція була виразником сіоністської молоді незадоволеної поступками релігійним колам, котрі боролись проти роботи в галузі світської єврейської культури. Демократична фракція не поділяла думок Теодора Герцля про виключне значення лише політико-дипломатичного вектора. Фракція стояла на засадах широкої культурної роботи, потреби дослідження заселення Ерец-Ізраель, віддаючи перевагу принципам кооперації.
Організаційна структура Демократичної фракції була вкрай слабкою, що завадило їй запровадити свої ідеї в життя. Фракція займалась у Берліні видавницою справою, організовувала роботу статистичного бюро та фонду майбутнього Єврейського університету в Єрусалимі. Фракція добилася внесення до програми Всесвітньої Сіоністської Організації пункту про національне виховання молоді. Демократична фракція припинила своє існування у 1904 році внаслідок розколу під час голосування з питання «Уганди плану».